# شو کای
شو کای (چینی ساده: 许凯; چینی سنتی: 許凱; پین‌یین: Xǔ Kǎi؛ زادهٔ ۵ مارس ۱۹۹۵)، همچنین با نام کای شو نیز شناخته می‌شود، بازیگر و مدل و خواننده اهل چین است. شو کای از سال ۲۰۱۶ میلادی تاکنون مشغول فعالیت بوده‌است.